# Saaristoa nipponica
Saaristoa nipponica är en spindelart som först beskrevs av Saito 1984.  Saaristoa nipponica ingår i släktet Saaristoa och familjen täckvävarspindlar. Inga underarter finns listade i Catalogue of Life.